# Пам'ятник загиблим байкерам
Па́м'ятник заги́блим ба́йкерам — пам'ятник, встановлений на узбіччі траси E95 (автострада М05) поблизу міста Білої Церкви.

## Опис
Пам'ятник являє бронзову скульптуру юнака-байкера, що летить на мотоциклі. Сама скульптура встановлена на 11,5-метровому стовпі на висоті 7,5 метрів над землею. Вага скульптури близько 1000 кг, ширина — 4 метри, масштаб — 1:1,5. На вершині стовпа встановлений невеликий хрест. На пам'ятнику відсутні будь-які написи.

## Створення
Для збору коштів на встановлення пам'ятника був створений благодійний фонд «Пам'ять загиблим байкерам».
Пам'ятник створив байкер Антон Маслик. Свій внесок він зробив на кошти, виручені з продажу власного мотоциклу. Збірка пам'ятника проходила в місті Вишневому.
Відкриття пам'ятника було призначене через тиждень після байк-шоу Тарасова Гора.
Щороку 18 вересня, в День пам'яті загиблих байкерів, біля пам'ятника збираються мотоциклісти, які втратили своїх друзів.

## Галерея
|  |  |